# Intermeccanica International

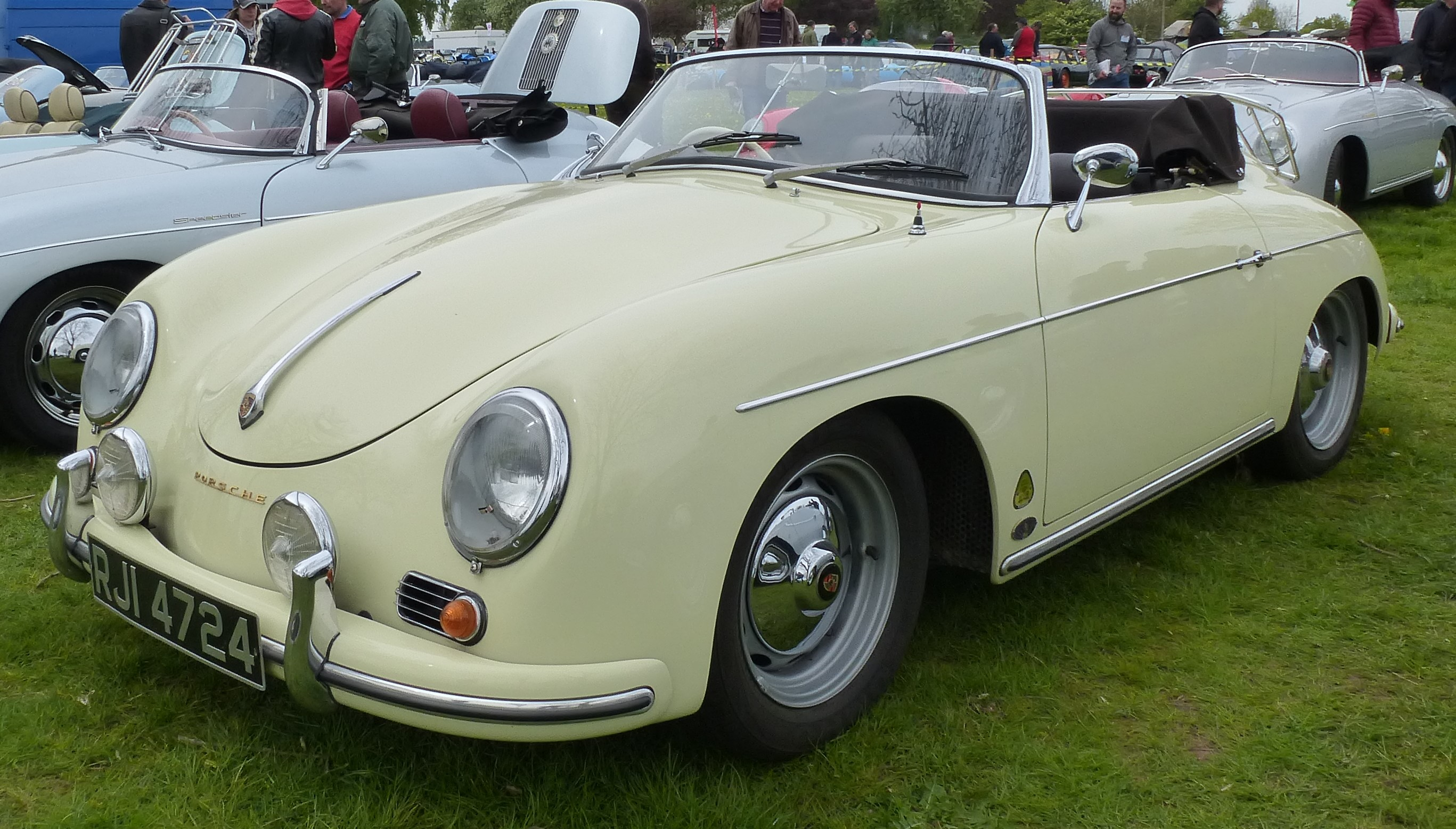
Intermeccanica Roadster

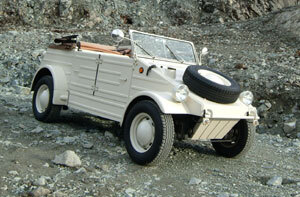
Intermeccanica Kubelwagen

Intermeccanica International Inc. ist ein kanadischer Hersteller von Automobilen.

## Unternehmensgeschichte
Frank Reisner, der vorher Costruzione Automobili Intermeccanica in Italien sowie Automobili Intermeccanica und Laguna Coachworks in den USA gründete, zog 1982 nach Vancouver in Kanada. Dort gründete er das neue Unternehmen und begann sofort mit der Produktion von Automobilen. Der Markenname lautet Intermeccanica. Später übernahm sein Sohn Henry Reisner die Leitung. Der Unternehmenssitz befindet sich in New Westminster im Großraum Vancouver.

## Fahrzeuge
Als erstes Modell erschien der Intermeccanica Roadster, den Reisner noch in den USA entworfen hatte. Anfangs bildete ein gekürztes Fahrgestell vom VW Käfer die Basis. 1985 entwickelte Reisner einen eigenen Leiterrahmen, der ab 1986 die VW-Plattform ersetzte.
1994 begannen die Arbeiten am Intermeccanica Kubelwagen als Nachbildung des VW Typ 82. Die Idee kam von Masaaki Horii, dem japanischen Importeur. Nach 18 Monaten Entwicklungszeit kam das Modell auf den Markt. Ein eigenes Fahrgestell bildet die Basis. Ein luftgekühlter Vierzylinder-Boxermotor mit 1600 cm³ Hubraum im Heck treibt die Hinterräder an. Zumindest früher stand auch ein größerer Motor mit 2100 cm³ Hubraum und 135 PS Leistung zur Verfügung.
Nach Angaben des Unternehmens standen im Dezember 2016 beide oben genannten Modelle im Sortiment. Genannt sind luftgekühlte Motoren mit 72 PS bis 165 PS, wassergekühlte Motoren von Volkswagen, Audi und Subaru mit 120 PS bis 200 PS sowie ein luftgekühlter Sechszylindermotor mit 3600 cm³ Hubraum und 285 PS Leistung.